# Alex Kurzem
Alex Kurzem, właśc. Elia Sołomonowicz Galperin (ur. ok. 1936 w Białoruskiej SRR) – białoruski Żyd, który jako dziecko został wcielony do łotewskich formacji wojskowych.
Alex Kurzem urodził się w rodzinie białoruskich Żydów jako Ilia Galperin. Jego ojciec był garbarzem. W październiku 1941 roku mieszkał z matką, młodszym bratem i siostrą w jednej z białoruskich wiosek – prawdopodobnie w Kojdanowie. W nocy z 20 października na 21 października 1941 roku, w wieku 5 lat obserwował z ukrycia pacyfikację swojej wioski (m.in. widział śmierć swoich bliskich). Jako sierota błąkający się po lasach został schwytany przez chłopa i odstawiony do łotewskiego 18. Batalionu Policyjnego prowadzącego operację na Białorusi. Został ocalony od egzekucji przez sierżanta Jekabsa Kulisa, który kazał mu zataić żydowskie pochodzenie i nadał mu nowe nazwisko – Uldis Kurzemnieks. Od tego momentu stał się maskotką batalionu, wykonując drobne prace dla żołnierzy. Był jednak również obserwatorem pacyfikacji Słonimia. Z oddziałem wojska spędził 2 lata. W międzyczasie oddział wcielono w 1943 roku do Legionu Łotewskiego SS. Dosłużył się stopnia kaprala – będąc najmłodszą osobą w tym stopniu w hitlerowskiej armii. Był bohaterem niemieckich kronik propagandowych.
Po pewnym czasie chłopiec został odesłany do Rygi. Przygarnęło go małżeństwo przemysłowców – państwo Dzenisowie, którzy po zajęciu Łotwy w 1944 roku przez wojska sowieckie uciekli do Niemiec. Chłopiec spędził z nimi dalsze 5 lat w obozie dla przesiedleńców, po czym wraz z nimi wyjechał do Australii. Tam zmienił nazwisko na Alex Kurzem.
Przez większość życia Kurzem spychał swoje wspomnienia w niepamięć. Milczał na temat swojego dzieciństwa, jednak w końcu w obawie, że umrze i nikt nie dowie się kim jest naprawdę podjął próbę rekonstrukcji swojego dzieciństwa wraz ze swoim synem. Ten na ich podstawie nakręcił w 2002 roku film dokumentalny wyświetlany w Australii przez ABC. W lipcu tego samego roku opublikował w wydawnictwie Penguin Australia biografię ojca zatytułowaną The Mascot (dosł. pol. Maskotka), która z detalami opisuje niezwykłe dzieciństwo jego ojca.
O losach postaci traktuje książka Piotra Głuchowskiego i Marcina Kowalskiego Nie trzeba mnie zabijać (Wyd. Biblioteka Gazety Wyborczej, 2008.).